# 944th Fighter Wing

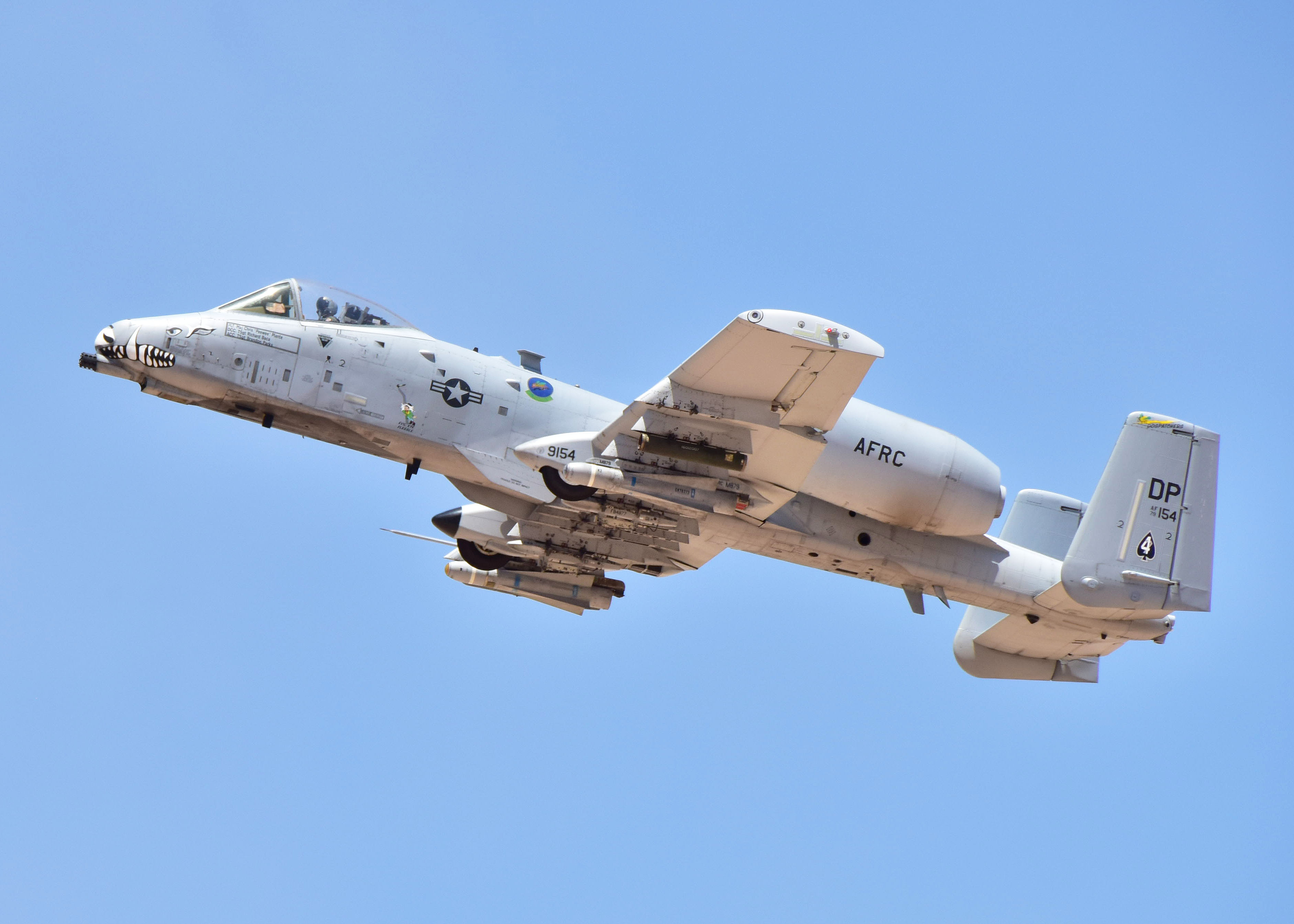
Un A-10C del 47th FS

Il 944th Fighter Wing è uno stormo Caccia dell'Air Force Reserve Command, inquadrato nella Tenth Air Force. Riporta direttamente all'Air Education and Training Command. Il suo quartier generale è situato presso la Luke Air Force Base, in Arizona.

## Missione
Lo stormo non dispone di propri velivoli, eccetto una squadriglia di caccia equipaggiata con gli A-10C ed una con un F-35A. Ogni gruppo è associato ad uno stormo della forza attiva al quale fornisce personale per l'addestramento e la manutenzione. Il 944th OG è associato al 56th Fighter Wing, Air Education and Training Command, il 924th FG al 355th Fighter Wing, Air Combat Command e il 414th FG al 4th Fighter Wing, Air Combat Command.

## Organizzazione
Attualmente, al 2024, lo stormo controlla:
- 944th Operations  Group
  - 944th Operations Support Flight
  -  69th Fighter Squadron - Associato al 56th Operations Group, 56th Fighter Wing
  -  52nd Fighter Squadron - codice LF - Equipaggiato con 1 F-35A
  - Detachment 1
  - Detachment 2
- 924th Fighter Group, codice DP, situato presso la Davis-Monthan Air Force Base, Arizona
  -  47th Fighter Squadron, Formal Training Unit - Equipaggiato con 28 A-10C
  - 924th Maintenance Squadron
- 414th Fighter Group, situato presso la Seymour Johnson Air Force Base, Carolina del Nord
  -  307th Fighter Squadron
  - 414th Maintenance Squadron
- 944th Maintenance Group
  - 944th Aircraft Maintenance Squadron
  - 944th Maintenance Squadron
- 944th Mission Support Group
  - 944th Civil Engineer Squadron
  - 944th Force Support Squadron
  - 944th Logistics Readiness Squadron
  - 944th Security Forces Squadron
- 944th Medical Support Squadron
- 944th Aeromedical Staging Squadron